# Пінюг
Піню́г (рос. Пинюг) — селище міського типу у складі Підосиновського району Кіровської області, Росія. Адміністративний центр та єдиний населений пункт Пінюзького міського поселення.

## Населення
Населення становить 1869 осіб (2017; 1953 у 2016, 2037 у 2015, 2155 у 2014, 2222 у 2013, 2295 у 2012, 2344 у 2010, 4121 у 2009, 3006 у 2002, 4020 у 1989, 5093 у 1979, 6816 у 1970, 8087 у 1959).

## Історія
Пінюг заснований 1895 року при будівництві залізниці Перм-Вятка-Котлас як залізнична станція Пінюг. Тоді вона входила до складу Нікольського повіту Вологодської губернії. 1908 року при станції було відкрите Пінюзьке залізничне недільне училище для дорослих, яке утримувалось за кошти Пермської залізниці. В роки Другої світової війни тут перебували угорські військові полонені, про що свідчить великий цвинтар, який лишився до сьогодні. Статус селища міського типу поселення отримало 1964 року.